# Bachmann
Bachmann ist ein Familienname aus dem deutschsprachigen Raum. Die niederdeutschen Varianten sind Beckman(n), Beekman(n).

## Herkunft
Der weit verbreitete deutschsprachige Familienname ist ein ursprünglicher Wohnstättenname und galt für jemanden, der „am Bach wohnt“.
Schweizer Beispiele für solche Wohnstätten sind etwa „Hofstatt am Bach, genannt Bachmanns Hofstatt“ in der Gegend von Hinwil oder Dürnten (1387) sowie „Hof zum Bach“ auf dem Richterswilerberg (1555).
Das Historische Lexikon der Schweiz unterscheidet drei Geschlechter:
Bachmann von Menzingen und Zug (seit 1359);
Bachmann von Stettfurt und Thundorf (Thurgau, seit 1361);
Bachmann von Glarus, «Aus dem Gaster eingewandertes glarnerisches Häupter- und Offiziersgeschlecht» (seit 1651).

## Wappen

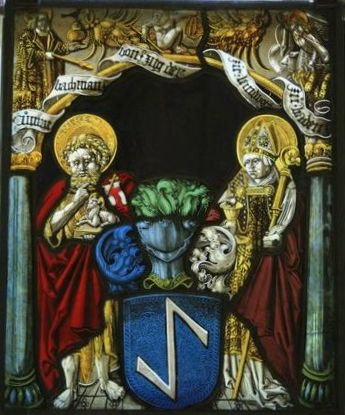
Wappenscheibe des Konrad Bachmann von Zug (1503–1532), Landvogt von Baden (1517), in Blau ein silberner Doppelhaken.

Aus dem 15. Jahrhundert ist eine Bachmann-Familie in Böhmen mit Wappen nachweislich, in deren Wappenschild sind zwei Lindenblätter dargestellt.
Die Familienwappen der Bachmann in der Schweiz variieren. Das Bachmann-Wappen in der Region Zürich zeigt auf blauem Grund einen silbernen Fluss von oben links nach unten rechts sowie zwei goldene Halbmonde oben rechts und unten links.
Das Familienwappen der Bachmann vom Rain (Lu) zeigt einen silbernen Fluss, der in der Mitte des Wappenschildes von oben nach unten fließt. Links und rechts vom Fluss ist je ein 5-zackiger goldener Stern.

## Namensträger

### A
- Adam Bachmann (auch Adam Randalu, 1890–1966), estnischer Journalist und Politiker
- Adolf Bachmann (Historiker) (1849–1914), böhmischer Historiker und Politiker
- Adolf Bachmann (Landrat) (1884–1947), deutscher Landrat
- Adrian Bachmann (Kanute) (* 1976), Schweizer Kanute
- Adrian Bachmann (Unihockeyspieler) (* 1999), Schweizer Unihockeyspieler
- Albert Bachmann (Philologe) (1863–1934), Schweizer Sprachwissenschaftler und Hochschullehrer
- Albert Bachmann (Turner) (1906–1990), Schweizer Turner
- Albert Bachmann (Beamter) (1929–2011), Schweizer Nachrichtendienstoffizier
- Albert Bachmann (Politiker) (* 1957), Schweizer Politiker (FDP)
- Alexander Bachmann (* 1994), deutscher Taekwondoin
- Alf Bachmann (Alfred August Felix Bachmann; 1863–1956), deutscher Maler
- Alfred Bachmann (Schauspieler) (1867–1905), Schauspieler
- Alfred Bachmann (Maler) (1880–1964), Schweizer Maler und Theaterdekorateur
- Alfred Bachmann (Paläontologe) (1926–2003), österreichischer Polizeibeamter und Paläontologe
- Alfred Bachmann (Ruderer) (* 1945), Schweizer Ruderer
- Andreas Bachmann (Schachspieler) (* 1955), deutscher Fernschachspieler
- Andreas Bachmann (Politiker) (* 1962), deutscher Politiker (GAL, Regenbogen)
- Andreas Bachmann (Journalist) (* 1974), deutscher Fernsehjournalist und Moderator
- Angelika Bachmann (Violinistin) (* 1972), Violinistin
- Angelika Bachmann (Tennisspielerin) (* 1979), deutsche Tennisspielerin
- Anna Bachmann (* 1998), deutsche Schauspielerin
- Anna Bachmann-Eugster (1889–1966), Schweizer Frauenrechtlerin
- Anton Bachmann (* 1922), deutscher Politiker (CDU), MdBB
- Armin Bachmann (* 1960), Schweizer Posaunist
- Arthur Bachmann (1922–1983), Schweizer Politiker
- August Bachmann (1893–1983), deutscher Heimatforscher, Kulturpfleger und Sammler
- Axel Bachmann (* 1989), paraguayischer Schachspieler

### B
- B. Bachmann-Hohmann (vor 1840–nach 1866), deutsch-österreichischer Militärmaler, Zeichner, Lithograf und Grafiker
- Balz Bachmann (* 1971), Schweizer Komponist und Musiker
- Bernd Bachmann (* 1961/1962), deutscher Sänger (Bass-Bariton) und Gesangspädagoge
- Bernhard Bachmann (Historiker) (1939–2018), deutscher Historiker und Redakteur
- Bernhard Bachmann (Mathematiker), deutscher Mathematiker und Hochschullehrer
- Bianca Bachmann (* 1972), deutsche Kabarettistin, Musikerin und Schauspielerin
- Biggi Bachmann (* 1959), Schlagersängerin
- Boyd Bachmann (Børge Gustav Bachmann; 1908–1981), dänischer Komiker und Schauspieler
- Brigitte Bachmann-Geiser (* 1941), Schweizer Musikethnologin

### C
- Carine Bachmann (* 1967), Schweizer Sozialpsychologin und Filmwissenschaftlerin
- Carl August Theodor Bachmann (1817–nach 1866), deutscher Zollbeamter und Autor
- Carl Friedrich Bachmann (1785–1855), deutscher Philosoph, siehe Karl Friedrich Bachmann
- Carl G. Bachmann (1890–1980), US-amerikanischer Politiker
- Carolin Bachmann (* 1988), deutsche Politikerin (AfD)
- Caroline Bachmann (Malerin) (* 1963), Schweizer Malerin, Fotografin und Videokünstlerin
- Caroline Bachmann (Bildhauerin) (* 1967), Schweizer Bildhauerin
- Caroline Günther-Bachmann (1816–1874), deutsche Schauspielerin und Sängerin (Sopran), siehe Karoline Günther-Bachmann
- Cäsar Bachmann (1892–1956), Schweizer Politiker (LPS)
- Charlotte Bachmann (geb. Charlotte Stöwe; 1757–1817), deutsche Sängerin, Pianistin und Komponistin
- Charlotte Bachmann (Malerin) (geb. Diener, * 1943), Schweizer Malerin
- Christel Bachmann (* 1946), deutsche Malerin
- Christian Bachmann (Verleger) (Johann Georg Christian Bachmann; 1787–1860), deutscher Tubist und Musikalienverleger
- Christian Bachmann (Politiker) (* 1953), Schweizer Politiker (SP)
- Christian Alexander Bachmann (* 1982), deutscher Literaturwissenschaftler und Verleger
- Christian Ludwig Bachmann (1763–1813), deutscher Arzt und Musikschriftsteller
- Christina Bachmann-Roth (* 1983), Schweizer Unternehmerin und Politikerin (Die Mitte, vormals CVP)
- Christoph Bachmann (* 1963), deutscher Historiker, Archivar und Autor
- Conrad Bachmann (vor 1503–1532), Schweizer Landvogt, siehe Konrad Bachmann (Landvogt)
- Conrad Bachmann (1572–1646), deutscher Literaturwissenschaftler und Historiker, siehe Konrad Bachmann (Literaturwissenschaftler)
- Conrad Bachmann (Schauspieler) (* 1932), US-amerikanischer Schauspieler

### D
- Daniel Bachmann (* 1994), österreichischer Fußballspieler
- Daniel Oliver Bachmann (* 1965), deutscher Schriftsteller, Drehbuchautor und Regisseur
- Delphine Bachmann (* 1988), Schweizer Politikerin (Die Mitte)
- Dieter Bachmann (* 1940), Schweizer Publizist und Schriftsteller
- Dieter Bachmann (Lehrer) (* 1952), Lehrer, Filmdarsteller, Steinbildhauer und Liedermacher
- Dietmar Bachmann (Politiker, 1934) (* 1934), österreichischer Politiker (ÖVP), Tiroler Landtagsabgeordneter
- Dietmar Bachmann (Politiker, 1962) (* 1962), deutscher Politiker (FDP), MdL Baden-Württemberg
- Dirk Bachmann (* 1948), deutscher General der Volkspolizei
- Dittmar Bachmann (* 1967), deutscher Komiker, Sänger, Songwriter und Schauspieler
- Doris Bachmann-Medick (* 1952), deutsche Literatur- und Kulturwissenschaftlerin

### E
- Eberhard Bachmann (1924–2008), deutscher Bildhauer und Maler
- Eduard Bachmann (1831–1880), deutscher Opernsänger (Tenor)
- Eduard Bachmann (Unternehmer) (1880–1957), Schweizer Unternehmer
- Edwin Bachmann (Musiker) (1890–1986), ungarisch-US-amerikanischer Violinist
- Edwin Carl Bachmann (1900–1960), Schweizer Maler, Grafiker und Holzschneider
- Edwin Paul Bachmann (auch Paul Bachmann; 1896–1971), Schweizer Maler, Grafiker, Illustrator und Karikaturist
- Elfriede Bachmann (1936–2023), deutsche Historikerin
- Emil Bachmann (1885–nach 1929), deutscher Architekt
- Eric Bachmann (1940–2019), Schweizer Fotograf
- Erich Bachmann (Politiker, 1866) (1866–1934), deutscher Müller und Politiker, MdL Preußen
- Erich Bachmann (Politiker, 1875) (1875–1944), deutscher Landrat und Politiker, MdL Preußen
- Erich Bachmann (Kunsthistoriker) (1910–1991), deutscher Kunsthistoriker
- Ernst Bachmann (Journalist) (1846–1892), deutscher Offizier und Redakteur
- Ernst Bachmann (Mediziner) (1879–1955), Schweizer Arzt
- Ernst Bachmann (Politiker, 1901) (1901–1978), deutscher Politiker (SPD)
- Ernst Bachmann (Politiker, 1912) (1912–1995), Schweizer Politiker (FDP)
- Ernst Bachmann (Fußballspieler) (* 1945), deutscher Fußballspieler
- Eugen Bachmann (Politiker, 1827) (1827–1880), Schweizer Politiker
- Eugen Bachmann (Politiker, 1913) (1913–1975), deutscher Politiker (CDU)
- Eugen Bachmann (Maler) (Eugen Bachmann-Geiser; * 1942), Schweizer Maler und Grafiker
- Eva Bachmann (* 1995), Schweizer Fußballspielerin

### F
- Fernand Bachmann (1886–1965), französischer Automobilrennfahrer
- Frank Bachmann (* 1977), deutscher Volleyballspieler
- Franz Bachmann (Politiker), deutscher Politiker (SED)
- Franz Bachmann (Bergsteiger) (1930–2019), österreichischer Bergsteiger
- Franz Ewald Bachmann (1850–1937), deutscher Mediziner und Naturforscher
- Franz Moritz Bachmann (1748–1809), deutscher Jurist und Hochschullehrer
- Friedrich Bachmann (Theologe) (Johann Friedrich Gustav Bachmann; 1860–1947), deutscher Theologe und Historiker
- Friedrich Bachmann (Jurist) (1884–1961), deutscher Verwaltungsjurist
- Friedrich Bachmann (Mathematiker) (1909–1982), deutscher Mathematiker
- Friedrich Christian von Bachmann (1769–nach 1800), preußischer Beamter
- Fritz Bachmann (Botaniker) (1887–1947), deutscher Botaniker
- Fritz Bachmann (Ingenieur) (1894–1970), Schweizer Ingenieur
- Fritz Bachmann (Fußballspieler) (* 1921), deutscher Fußballspieler und -trainer
- Fritz Bachmann (Geograph) (1922–1976), Schweizer Geograph
- Fritz Bachmann (Entomologe) (1924–2009), Schweizer Entomologe
- Fritz Stähelin-Bachmann (1902–1983), Schweizer Genealoge

### G
- Georg Bachmann (Maler) (auch Georg Pachmann; 1600/1613–1652), österreichischer Maler
- Georg Bachmann (Politiker) (1885–1971), deutscher Landwirt und Politiker (DNVP, CNBL, CSU), MdR
- Georg August Bachmann (1760–1818), deutscher Richter
- Gerd Bachmann (* 1943), deutscher Ringer
- Gerhard Bachmann (Politiker) (* 1973), österreichischer Politiker (SPÖ)
- Gerhard H. Bachmann (* 1943), deutscher Geologe
- Gideon Bachmann (1927–2016), deutscher Filmkritiker, Fotograf, Filmemacher und Rundfunkkommentator
- Gottfried Bachmann (1886–1965), Schweizer Architekt
- Gottlieb Bachmann (1874–1947), Schweizer Wirtschaftswissenschaftler und Politiker
- Gottlob Bachmann (1763–1840), deutscher Komponist
- Gregor Bachmann (* 1966), deutscher Jurist
- Guido Bachmann (1940–2003), Schweizer Schriftsteller
- Günter Bachmann (1915–2011), deutscher Verwaltungsbeamter
- Günther Bachmann (* 1955), deutscher Umweltwissenschaftler
- Gustav Bachmann (1860–1943), deutscher Admiral
- Gustav Bachmann (Kulturingenieur) (1878–1940), deutscher Kulturtechniker und Hochschullehrer

### H
- Hanno Bachmann (* 1967), deutscher Politiker
- Hanns Bachmann (1906–1988), österreichischer Archivar und Historiker
- Hans Bachmann (Maler) (1852–1917), Schweizer Maler
- Hans Bachmann (Biologe) (1866–1940), Schweizer Hydrobiologe
- Hans Bachmann (Wirtschaftswissenschaftler) (1898–1989), Schweizer Wirtschaftswissenschaftler
- Hans Bachmann (Journalist) (1902–1982), Schweizer Journalist
- Hans Bachmann (Funktionär) (1907–nach 1978), Schweizer Geflügelhalter und Verbandsfunktionär
- Hans Bachmann (Politiker, 1912) (1912–1997), Schweizer Politiker
- Hans Bachmann (Politiker, 1927) (1927–1988), österreichischer Politiker (FPÖ), Salzburger Landtagsabgeordneter
- Hans Carl Bachmann (1887–nach 1929), deutscher Ingenieur und Regierungsbaumeister
- Hans Jacob Bachmann (um 1574–1651), deutscher Goldschmied
- Hans Rudolf Bachmann (1930–1989), deutscher Ökonom
- Hans-Rudolf Bachmann (* 1950), Schweizer Pfarrer und Autor
- Harald Bachmann (1931–2017), deutscher Lehrer und Heimatforscher
- Hartmut Bachmann (* 1924), deutscher Manager, Publizist und Klimaskeptiker
- Heinrich Bachmann (Kantor) († 1659), schlesischer Lehrer, Kantor und Senator
- Heinrich Bachmann (Kupferstecher) (1836–1913), Schweizer Holz- und Kupferstecher
- Heinrich Bachmann (Fussballspieler) (1888–1980), Schweizer Fußballspieler
- Heinrich Bachmann (Schriftsteller) (1900–1946), deutscher Schriftsteller
- Heinrich Bachmann (Politiker) (1903–1945), deutscher Bankkaufmann und Politiker (NSDAP)
- Heinrich Bachmann-Felder (?–1937), Schweizer Landwirt und Altertumsforscher
- Heinrich Wilhelm Bachmann der Ältere (1707–1753), deutscher Tuchfabrikant
- Heinrich Wilhelm Bachmann (genannt der Jüngere; 1737–um 1776), deutscher Unternehmer und Mäzen
- Heinz Bachmann (1924–2022), Schweizer Mathematiker
- Helga Bachmann (1931–2011), isländische Schauspielerin
- Helmut Bachmann (Maler) (1939–2015), deutsch-schweizerischer Maler
- Helmut Bachmann (Politiker) (* 1944), österreichischer Politiker (SPÖ)
- Helmut Bachmann (Koch) (* 1959), italienischer Koch und Autor
- Hermann Bachmann (Journalist) (1856–1920), deutscher Journalist und Schriftsteller
- Hermann Bachmann (Sänger) (1864–1937), deutscher Sänger (Bariton)
- Hermann Bachmann (Maler) (1922–1995), deutscher Maler
- Hildegard Bachmann (* 1948), deutsche Karnevalistin und Autorin
- Horst Bachmann (1927–2007), deutscher Maler, Bildhauer und Zeichner
- Hugo Bachmann (Architekt) († 1914/1915), deutscher Architekt und Baubeamter
- Hugo Bachmann (Widerstandskämpfer) (1889–1949), deutscher Gewerkschafter und Widerstandskämpfer
- Hugo Bachmann (Maler) (1921–1999), Schweizer Maler und Grafiker
- Hugo Bachmann (Bauingenieur) (* 1935), Schweizer Bauingenieur und Hochschullehrer

### I
- Inge Bachmann (1930–2018), deutsche Unternehmerin
- Ingeborg Bachmann (1926–1973), österreichische Schriftstellerin
- Ivo Bachmann (* 1963), Schweizer Publizist und Medienberater

### J
- J. Gottlieb Bachmann, deutscher Kürschner und Politiker
- Jakob Bachmann (Jurist, 1754) (1754–1837), Schweizer Jurist, Richter und Politiker, Luzerner Großrat
- Jakob Bachmann (Jurist, 1874) (1874–1942), Schweizer Jurist, Notar und Politiker (FDP), Aargauer Großrat
- Jakob Edwin Bachmann (1873–1957), Schweizer Maler, Zeichner und Grafiker
- Jakob Huldreich Bachmann (1843–1915), Schweizer Jurist, Richter und Politiker, Thurgauer Großrat
- Jan Bachmann (* 1986), Schweizer Comicautor und Comiczeichner
- Janik Bachmann (* 1996), deutscher Fußballspieler
- Jens Georg Bachmann (* 1972), deutscher Dirigent
- Joh. Andreas Bachmann (Johann Andreas Bachmann; 1806–1859), deutscher Hornist und Musikalienhändler
- Johan von Bachmann (vor 1731–1763), russischer Generalmajor, siehe Karl von Bachmann (General)
- Johann Bachmann (Musiker) (1860–1933), österreichisch-tschechischer Musiker, Musikpädagoge und Komponist
- Johann Caspar Bachmann (1800–1871), Schweizer Holzschneider, Zeichner und Illustrator
- Johann Christoph Bachmann (1748–1814), deutscher Kaufmann und Unternehmer
- Johann Friedrich Bachmann (1799–1876), deutscher Theologe und Prediger
- Johann Georg Bachmann (um 1739–1816), deutscher Erfinder
- Johann Georg Christian Bachmann (1787–1860), deutscher Tubist und Musikalienverleger, siehe Christian Bachmann (Verleger)
- Johann Heinrich Bachmann (1719–1786), deutscher Jurist und Archivar
- Johann Hinrich Bachmann († 1832), deutscher Kaufmann und Unternehmer
- Johann Nikolaus Fürsen-Bachmann (1798–1894), deutscher Oberst
- Johannes Bachmann (Theologe) (1832–1888), deutscher Theologe
- Johannes Bachmann (Admiral) (1890–1945), deutscher Marineoffizier
- Johannes Bachmann (Synchronsprecher) (* 1992), Schweizer Filmregisseur und Synchronsprecher
- Jörg Bachmann (* vor 1964), deutscher Geowissenschaftler, Bodenkundler und Hochschullehrer
- Jörn-Ulrich Bachmann (1925–1989), deutscher Verwaltungsjurist und Hochseesegler
- Josef Bachmann (Autor) (1879–1955), Schweizer Fachautor (Binnenschifffahrt)
- Josef Bachmann (Architekt) (1879–1962), deutscher Architekt
- Josef Bachmann (Unternehmer, I), deutscher Unternehmensgründer
- Josef Bachmann (Unternehmer, 1934) (* 1934), Schweizer Unternehmensgründer
- Josef Bachmann (1944–1970), deutscher Attentäter
- Joseph Bachmann (* 1954), Schweizer Musiker und Dirigent
- Jubaira Bachmann (* 1978), Schweizer Fernsehmoderatorin und Redaktorin
- Julien Bachmann (* 1978), deutscher Chemiker und Hochschullehrer
- Julius Bachmann (1844–1924), deutscher Politiker, Oberbürgermeister von Bromberg
- Jürgen Bachmann (Architekt) (1872–1951), deutscher Architekt
- Jürgen Bachmann (Journalist) (1900–1966), deutscher Journalist und Herausgeber
- Jürgen Bachmann (Schwimmer) (* 1942), deutscher Schwimmer
- Jürgen Bachmann (Skilangläufer), deutscher Skilangläufer
- Juergen Bachmann (* 1976), deutscher Pokerspieler und -funktionär

### K
- Karin Bachmann (* 1969), Schweizer Schriftstellerin
- Karl von Bachmann (General) (auch Johan von Bachmann; vor 1720–1763), russischer Generalmajor
- Karl Bachmann (Schauspieler) (1883–1958), österreichischer Schauspieler und Sänger
- Karl Bachmann (Politiker, 1911) (1911–1997), deutscher Politiker (CDU), MdL Hessen
- Karl Bachmann (Journalist) (1912–1996), Schweizer Sportjournalist
- Karl Bachmann (Politiker, 1915) (1915–2004), Schweizer Politiker (CSP)
- Karl Asmus Bachmann (1842–1916), deutscher Richter und Politiker, MdL Preußen
- Karl Friedrich Bachmann (auch Carl Friedrich Bachmann; 1785–1855), deutscher Philosoph
- Karl-Heinz Bachmann (1929–2015), deutscher Hochschullehrer für Mathematische Kybernetik
- Karl Josef Anton Leodegar von Bachmann (1734–1792), Schweizer Feldmarschall
- Karoline Günther-Bachmann (1816–1874), deutsche Schauspielerin und Sängerin (Sopran)
- Klaus Bachmann (* 1963), deutscher Journalist, Historiker und Politikwissenschaftler
- Klaus-Ditmar Bachmann (1922–2005), deutscher Pädiater und Hochschullehrer
- Klaus-Peter Bachmann (* 1951), deutscher Politiker (SPD)
- Konrad Bachmann (Landvogt) (auch Conrad Bachmann; vor 1503–1532), Schweizer Landvogt
- Konrad Bachmann (Literaturwissenschaftler) (auch Conrad Bachmann; 1572–1646), deutscher Literaturwissenschaftler und Historiker
- Kurt Bachmann (1909–1997), deutscher Politiker (KPD, DKP) und Widerstandskämpfer
- Kurt Bachmann (Politiker, 1916) (1916–1997), Schweizer Politiker, Zürcher Kantonsrat
- Kurt Bachmann (Mediziner) (1929–2021), deutscher Kardiologe, Sportmediziner und Hochschullehrer
- Kurt Bachmann (Politiker, 1930) (* 1930), Schweizer Politiker (SVP), Grossrat Basel-Stadt
- Kurt Bachmann (Basketballspieler) (1936–2014), philippinischer Basketballspieler

### L
- Leopold Bachmann (1933–2021), schweizerisch-österreichischer Ingenieur und Bauunternehmer
- Ludwig Bachmann (Philologe) (1792–1881), deutscher Klassischer Philologe
- Ludwig Bachmann (Schachhistoriker) (1856–1937), deutscher Schachhistoriker
- Luise George Bachmann (1903–1976), österreichische Schriftstellerin, Sängerin und Organistin
- Lutz Bachmann (Biologe) (* 1959), deutscher Molekularbiologe
- Lutz Bachmann (* 1973), deutscher politischer Aktivist

### M
- Manfred Bachmann (1928–2001), deutscher Volkskundler
- Marc R. Bachmann (1928–1990), Schweizer Agrarwissenschaftler
- Margrit Bachmann (1939–1998), Schweizer Journalistin
- Maria Bachmann (* 1964), deutsche Schauspielerin, Drehbuchautorin und Regisseurin
- Marie Elise Bachmann (1879–1955), Stifterin; letzte Besitzerin des Schlosses Frauenfeld
- Martin Bachmann (1964–2016), deutscher Bauforscher
- Martin F. Bachmann (* 1967), Schweizer Immunologie
- Martina Claus-Bachmann (* 1954), deutsche Musikethnologin und Hochschullehrerin
- Mathias Bachmann (* 1980), Schweizer Politiker (Die Mitte, vormals CVP)
- Matthäus Bachmann (auch Matthias Bachmann), deutscher Kunsthandwerker
- Matthias Lutz-Bachmann (* 1952), deutscher Philosoph und Hochschullehrer
- Max Bachmann (Bildhauer) (1862–1921), deutsch-amerikanischer Bildhauer
- Max Bachmann (Agrarwissenschaftler) (1881–1954), deutscher Agrarwissenschaftler und Unternehmer
- Max Bachmann (Schauspieler) (1912–1991), Schweizer Schauspieler
- Max Bachmann (Maler) (Maba; 1916–1987), Schweizer Maler
- Michael Bachmann (Theologe) (* 1946), deutscher Theologe
- Michael Bachmann (Mediziner) (* 1956), deutscher Mediziner
- Michele Bachmann (* 1956), US-amerikanische Politikerin
- Michelle Bachmann (* 2005), deutsche Volleyballspielerin
- Monica Bachmann (* 1942), Schweizer Springreiterin
- Monika Bachmann (* 1950), deutsche Politikerin (CDU)
- Moritz Bachmann (* 2000), österreichischer Handballspieler
- Moritz Ludwig Bachmann (1783–1872), deutscher Jurist und Schriftsteller

### N
- Nicolaus Bachmann (1865–1962), deutscher Maler und Bildhauer
- Nicole Bachmann (* 1973), Schweizer Fotografin
- Niklaus Franz von Bachmann (1740–1831), Schweizer Militärführer

### O
- Oskar Bachmann (1941–2013), Schweizer Politiker (SVP)
- Otto Bachmann (Schauspieler) (1799–1870), deutscher Schauspieler
- Otto Bachmann (Politiker) (1901–1977), deutscher Politiker (KPD)
- Otto Bachmann (Künstler) (1915–1996), Schweizer Maler, Grafiker und Illustrator
- Otto Bachmann (Widerstandskämpfer) (* 1930), deutscher DDR-Oppositioneller
- Otto Bachmann (Naturbahnrodler), italienischer Naturbahnrodler
- Otto Karl Bachmann (1877–1954), deutscher Politiker (SPD, KPD, SED) und Gewerkschafter
- Ottomar Bachmann (1855–1918), deutscher Klassischer Philologe und Lehrer

### P
- Paul Bachmann (Abt) (1465/1468–1538), deutscher Zisterzienser, Abt von Altzelle
- Paul Bachmann (Mathematiker) (1837–1920), deutscher Mathematiker
- Paul Bachmann (Architekt) (1875–1954), deutscher Architekt
- Paul Bachmann (Maler, 1878) (1878–1964), deutscher Maler
- Paul Bachmann (1896–1971), Schweizer Maler, Grafiker, Illustrator und Karikaturist, siehe Edwin Paul Bachmann
- Paul Bachmann (Tiermediziner) (1917–2000), Schweizer Tiermediziner und Kunstsammler
- Paul Bachmann (Maler, 1924) (* 1924), Schweizer Maler und Grafiker
- Peter Bachmann (Unternehmer) (1871–nach 1928), deutscher Unternehmensgründer
- Peter Bachmann (Diplomat) (1913–1942), deutscher Diplomat, Gauleiter bei der AO/NSDAP
- Peter Bachmann (Historiker), deutscher Historiker
- Peter Bachmann (Arabist) (1936–2018), deutscher Arabist
- Peter Bachmann (Forstwissenschaftler) (* 1940), Schweizer Forstwissenschaftler
- Peter Bachmann (Informatiker) (* 1942), deutscher Informatiker
- Peter Bachmann (Verleger) (* 1942), deutscher Verleger und Autor
- Peter Bachmann (Eishockeyspieler) (* 1949), deutscher Eishockeyspieler
- Peter Bachmann (Politiker) (* 1954), deutscher Politiker
- Peter Bachmann (Handballspieler) (* 1957), Schweizer Handballspieler und -trainer
- Peter Bachmann (Cellist), Schweizer Cellist, Komponist und Arrangeur
- Peter Bachmann (Fußballspieler) (* 1970), deutscher Fußballspieler
- Peter W. Bachmann (* 1955), deutscher Schauspieler
- Philipp Bachmann (1864–1931), deutscher Theologe und Pädagoge

### R
- Rabia Bachmann (* 1994), deutsche Taekwondoin
- Raimund Bachmann (1882–1961), österreichischer Politiker (SDAP, KPÖ)
- Ralf Bachmann (* 1929), deutscher Journalist
- Ramona Bachmann (* 1990), Schweizer Fußballspielerin
- Raoul Bachmann, französischer Automobilrennfahrer
- Raphael Bachmann (* 1952), Schweizer Schauspieler, Regisseur und Kabarettist, Mitglied von Sauce Claire
- Reinhard Bachmann (* 1961), deutscher Wirtschaftswissenschaftler
- Renata Siegrist-Bachmann (* 1959), Schweizer Politikerin (GLP)
- Robert Bachmann (1909–1999), Schweizer Architekt
- Robert Christian Bachmann (1944–2019), Schweizer Dirigent, Komponist und Verleger
- Rolf Bachmann (* 1925), deutscher Musiker
- Romy Morf-Bachmann (* 1989), Schweizer Handballspielerin
- Rüdiger Bachmann (* 1974), deutscher Ökonom
- Rudolf Bachmann (Maler) (1877–1933), österreichischer Maler, Architekt und Medailleur
- Rudolf Bachmann (Mediziner) (1910–1997), deutscher Mediziner und Hochschullehrer
- Rudolf Bachmann (Politiker, 1921) (1921–2020), Schweizer Lehrer und Politiker (SP)
- Rudolf Bachmann (Politiker, 1925) (1925–1998), deutscher Politiker (CSU)
- Ruxandra Bachmann-Gagescu (* 1974), Schweizer Medizinerin und Hochschullehrerin

### S
- Samuel Bachmann (1636–1709), Schweizer Geistlicher
- Samuel Bachmann (Fabrikant) (1821–1907), deutscher Unternehmer
- Sandra Bachmann (* vor 1974), deutsche Krankenschwester, Pflegewissenschaftlerin und Hochschullehrerin
- Sara Bachmann (Moderatorin) (* 1979), Schweizer Fernsehmoderatorin
- Sara Bachmann (Naturbahnrodlerin) (* 1995), italienische Naturbahnrodlerin
- Sara Bachmann (Eishockeyspielerin) (* 2002), Schweizer Eishockeyspielerin
- Sebastian Bachmann (Biologe), deutscher Zoologe, Zellbiologe und Anatom
- Sebastian Bachmann (Fechter)  (* 1986), deutscher Fechter
- Siegfried Bachmann (1927–1997), deutscher Soziologe
- Sigrídur Bachmann (1901–1990), isländische Krankenschwester
- Silke Bachmann (* 1977), italienische Skirennläuferin
- Sixtus Bachmann (1754–1825), deutscher Musiker und Prämonstratenser
- Stefan Bachmann (Regisseur) (* 1966), Schweizer Theaterregisseur
- Stefan Bachmann (Autor) (* 1993), schweizerisch-amerikanischer Schriftsteller
- Stephan Bachmann (* 1979), Schweizer Basketballspieler

### T
- Talis Bachmann (* 1951), estnischer Psychologe und Hochschullehrer
- Theodor Bachmann (Ingenieur, 1890) (1890–1979), Schweizer Bauingenieur
- Theodor Bachmann (Ingenieur, 1892) (1892–nach 1929), deutscher Ingenieur und Architekt
- Thomas Bachmann (Schriftsteller) (* 1961), deutscher Schriftsteller, Musiker und Grafiker
- Thomas Bachmann (Saxophonist) (* 1965), deutscher Jazzmusiker
- Thomas Bachmann (Filmeditor) (* 1970), Schweizer Filmeditor
- Thomas Bachmann (Tänzer) (* 1986), deutscher Tänzer und Tanzlehrer
- Þorsteinn Bachmann (* 1965), isländischer Schauspieler
- Tina Bachmann (Hockeyspielerin) (* 1978), deutsche Hockeyspielerin
- Tina Bachmann (Biathletin) (* 1986), deutsche Biathletin
- Tobias Bachmann (* 1977), deutscher Schriftsteller
- Torsten Bachmann (Toningenieur), Toningenieur
- Torsten Bachmann (Journalist) (* 1970), deutscher Journalist und Autor
- Traugott Bachmann (1865–1948), deutscher Missionar

### U
- Ueli Bachmann (* 1950), Schweizer Turner
- Ulrich Bachmann (* 1943), Schweizer Künstler und Hochschullehrer
- Unica Bachmann-Calcoen (1904–1986), deutsch-niederländische Malerin
- Urs Bachmann (Innenarchitekt) (* um 1937), Schweizer Innenarchitekt
- Urs Bachmann (Fotograf) (* 1961), Schweizer Fotograf
- Uwe Bachmann (1941–2014), deutscher Fußballfunktionär

### V
- Veronika Bachmann (* 1974), Schweizer römisch-katholische Theologin

### W
- Walter Bachmann (Denkmalpfleger) (1883–1958), deutscher Denkmalpfleger
- Walter Bachmann (Unternehmer) (1900–1963), britisch-schweizerischer Bäckereiunternehmer und Kochbuchautor
- Walter Bachmann (Funktionär) (1904–nach 1980), deutscher Unternehmer, Wirtschaftsmanager, Verleger und Handwerkskammerpräsident
- Walter Bachmann (Mediziner, 1919) (1919–2011), deutscher Mediziner
- Walter Bachmann (Politiker) (1923–2002), deutscher Politiker (NPD)
- Walter Bachmann (Mediziner, 1923) (1923–2007/2008), deutscher HNO-Arzt und Hochschullehrer
- Walter Bachmann (Pädagoge) (1925–1992), deutscher Heil- und Sonderpädagoge
- Walter Bachmann (Segler) (* 1949), Schweizer Segler
- Walter Karl Bachmann (1913–1995), Schweizer Vermessungsingenieur und Hochschullehrer
- Walther Bachmann (1874–1938), deutscher Pianist
- Walther Bachmann (Architekt) (1883–1958), deutscher Architekt und Architekturhistoriker
- Walther Bachmann (Unternehmer) (1889–1966), deutscher Unternehmer, siehe Walther-Bachmann-Flugzeugbau
- Wenzel Bachmann (1817–1877), österreichischer Industrieller
- Werner Bachmann (Fotograf) (Werner Bachmann-Bernet; 1905–1990), Schweizer Fotograf
- Werner Bachmann (Eishockeyspieler) (* 1940), deutscher Eishockeyspieler
- Werner Bachmann (Maler) (* 1945), Schweizer Maler
- Werner Emmanuel Bachmann (1901–1951), US-amerikanischer Chemiker
- Werner Otto Bachmann (1890–1953), deutscher Mediziner, Bakteriologe und Hochschullehrer
- Wilhelm Bachmann (Instrumentenbauer) (1788–1856), österreichischer Instrumentenbauer
- Wilhelm Bachmann (Chemiker) (1885–1933), deutscher Chemiker
- Wilhelm Bachmann (Schriftsteller) (1890–1958), deutscher Schriftsteller
- Wilhelm Bachmann (Politiker, 1895) (1895–1969), deutscher Politiker (CSU), MdL Bayern
- Wilhelm Bachmann (Maler) (1904–1972), deutscher Maler, Holzschnitzer und Kunsthandwerker
- Wilhelm Bachmann (Politiker, 1924) (1924–1987), deutscher Politiker (SPD), MdL Hessen
- Wilhelm Johann Ludwig von Bachmann (1765–1831), deutscher Jurist
- Wolfgang Bachmann (Baumeister) (1645–??), deutscher Baumeister
- Wolfgang Bachmann (Schauspieler) (1924–2003), deutscher Schauspieler
- Wolfgang Bachmann (Journalist) (* 1951), deutscher Architekt, Journalist und Architekturkritiker
- Wolfgang Bachmann (Schachspieler) (* 1959), deutscher Schachspieler